# Wölsenberg
Wölsenberg ist ein Ortsteil der Stadt  Nabburg im Oberpfälzer Landkreis Schwandorf (Bayern).

## Geografie
Wölsenberg liegt etwa 3,5 Kilometer südlich von Nabburg und 400 Meter östlich der Bundesautobahn 93, die hier auf dem Ostufer der Naab verläuft.
Der 500 Meter hohe Wölsenberg, 760 Meter nordöstlich der Ortschaft Wölsenberg, gab der Ortschaft ihren Namen. Die Ortschaft Wölsenberg liegt auf dem Südwesthang des 488 Meter hohen Vogelherds, der ein südwestlicher Vorberg des Wölsenberges ist.
Westlich von Wölsenberg fällt die Landschaft steil zur 90 Meter tiefer gelegenen Naab ab. Hier befindet sich der Naabdurchbruch, bei dem die eingeböschten Höhen nur 200 Meter auseinander liegen.

## Geologie
Wölsenberg liegt in einem alten Bergbaugebiet. Hier wurde bereits seit dem 12. Jahrhundert Bergbau betrieben.
Dies ist 1534 in einer Bergwerksordnung von Pfalzgraf Ludwig V. bezeugt. Die Gesteine, auf denen Wölsenberg sich befindet, enthalten antozonhaltigen Flussspat (Stinkspat), Schwerspat, Quarz, Dolomit, Kalkspat, Pyrit, Markasit, Zinkblende, Uranpechblende, Eisenglanz und Bleiglanz. Außerdem kommt grobkörniger, bunter, porphyrartiger Granit vor. Im 16. Jahrhundert wurde hier Silber gefördert, im 17. und 18. Jahrhundert Blei, ab dem 20. Jahrhundert Flussspat (Staatsbruch, Weberbruch, Pfeifferbruch). Ein alter Stollen, der Rolandgang (oder Venezianer-Stollen), am Steilhang 330 Meter westlich von Wölsenberg, zeugt noch von dieser Bergwerkstätigkeit. Er ist als Geotop Nr. 376A020 registriert. Im Stollen findet sich variszischer Granit und Flussspat in den Farben weiß, grün, lila und schwarz. Das Gebiet wird als Gümbel-Eck bezeichnet, da es von Carl Wilhelm von Gümbel gezeichnet und beschrieben wurde.
Volkstümlich wurde der Taleinschnitt, der von Wölsenberg nach Westen zum Stollen hinabführt, als Hölgraben bezeichnet. Der Stolleneingang und die benachbarten Stolleneingänge wurden Wölsenberger Zwerglöcher genannt. Vom obersten Zwergloch wurde erzählt, dass es sich tief in den Berg hineinzieht.

## Geschichte
Im Salbuch von 1473/75 wird Wölsenberg (auch: Welsenperch, Welsenberg, Weltzenberg) mit einem Geldzins von 1 Schilling 8 Pfennig erwähnt. 1477 gehörte ein Hof in Wölsenberg zum Landsassengut Altendorf im Besitz der Familie Plankenfels.
Zum Burggut Nabburg gehörig: Im Herdstättenbuch von 1721 wird Wölsenberg mit 7 Anwesen, 8 Häusern und 9 Feuerstätten verzeichnet. Im Herdstättenbuch von 1762 erscheinen in Wölsenberg 7 Herdstätten, 3 Inwohner und eine Herdstätte im Hirtenhaus mit einem Inwohner. 1792 wohnten in Wölsenberg 18 hausgesessene Burggut-Hintersassen. Anfang des 19. Jahrhunderts hatte Wölsenberg 7 Anwesen und ein Hirtenhaus.
Zu Pilsach, Pflegamt Pfaffenhofen, gehörig: Im Herdstättenbuch von 1762 wird für Wölsenberg verzeichnet eine Herdstätte mit einem Inwohner. Im Steuerbuch von 1772 ist ein Anwesen aufgeführt, das Meillerischer Hof genannt wird. 1783 erscheint der einschichtige Hintersasse des Meilerhofs zu Wölsenberg mit einem Haus mit 5 Einwohnern. 1821 wird dieser Hintersasse an das Landgericht Nabburg übertragen.
1808 begann in Folge des Organischen Ediktes des Innenministers Maximilian von Montgelas in Bayern die Bildung von Gemeinden. Dabei wurde das Landgericht Nabburg zunächst in landgerichtische Obmannschaften geteilt. Wölsenberg kam zur Obmannschaft Diendorf. Zur Obmannschaft Diendorf gehörten: Diendorf, Girnitz, Wölsenberg, Eckendorf, Höflarn, Kumpfmühle und Bärnmühle.
Dann wurden 1811 in Bayern Steuerdistrikte gebildet. Dabei kam Wölsenberg zum Steuerdistrikt Diendorf. Der Steuerdistrikt Diendorf bestand aus den beiden Dörfern Diendorf und Wölsenberg und den Waldungen Wölsenberg, Haberkirch, Vogelherd und Rehberg. Er hatte 24 Häuser, 183 Seelen, 396 Morgen Äcker, 132 Morgen Wiesen, 1000 Morgen Holz, 3 Weiher, 20 Morgen öde Gründe und Wege, 3 Pferde, 46 Ochsen, 32 Kühe, 50 Stück Jungvieh, 70 Schafe und 28 Schweine.
Schließlich wurde 1818 mit dem Zweiten Gemeindeedikt die übertriebene Zentralisierung weitgehend rückgängig gemacht und es wurden relativ selbständige Landgemeinden mit eigenem Vermögen gebildet, über das sie frei verfügen konnten. Hierbei kam Wölsenberg zur Ruralgemeinde Diendorf. Die Gemeinde Diendorf bestand aus den Ortschaften Diendorf mit 23 Familien, Wölsenberg mit 8 Familien, Girnitz mit 10 Familien, Höflarn mit 9 Familien, Eckendorf mit 12 Familien, Kumpfmühle mit einer Familie, Bärnmühle mit einer Familie, Namsenbach mit 10 Familien und Perschen mit 19 Familien.
1842 wurde noch Wiesmühle zusätzlich zur Gemeinde Diendorf verzeichnet und 1946 kamen die Ortschaften Haindorf, Haselhof, Neusath und Richtmühle aus der aufgelösten Gemeinde Neusath zur Gemeinde Diendorf hinzu. Die Gemeinde Diendorf blieb bis 1975 bestehen und wurde dann nach Nabburg eingegliedert.
Wölsenberg gehörte vom 18. bis zum 20. Jahrhundert zur Filialkirche St. Peter und Paul, Perschen, der Pfarrei Nabburg, Dekanat Nabburg.

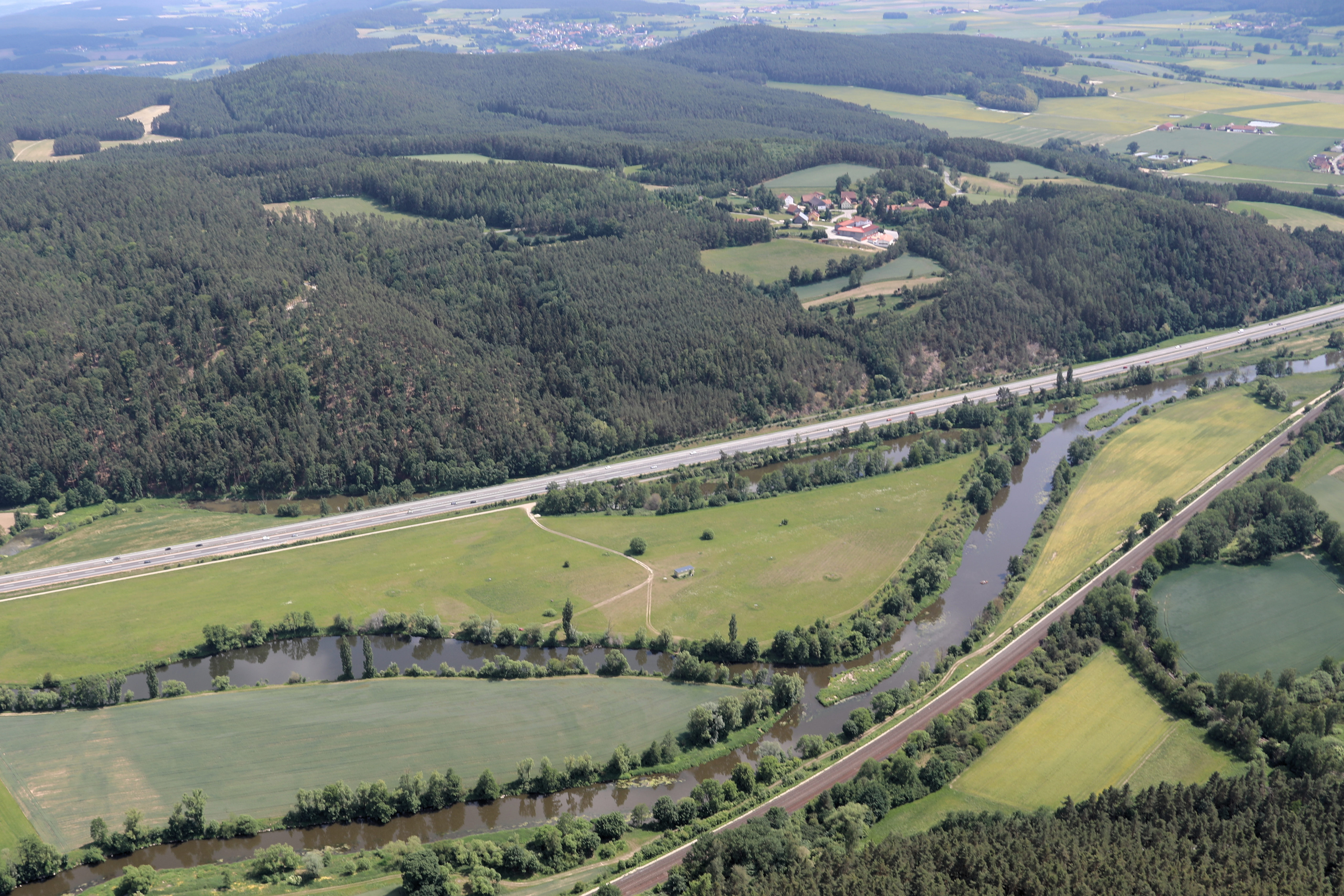
Wölsenberg mit Naab (2018)
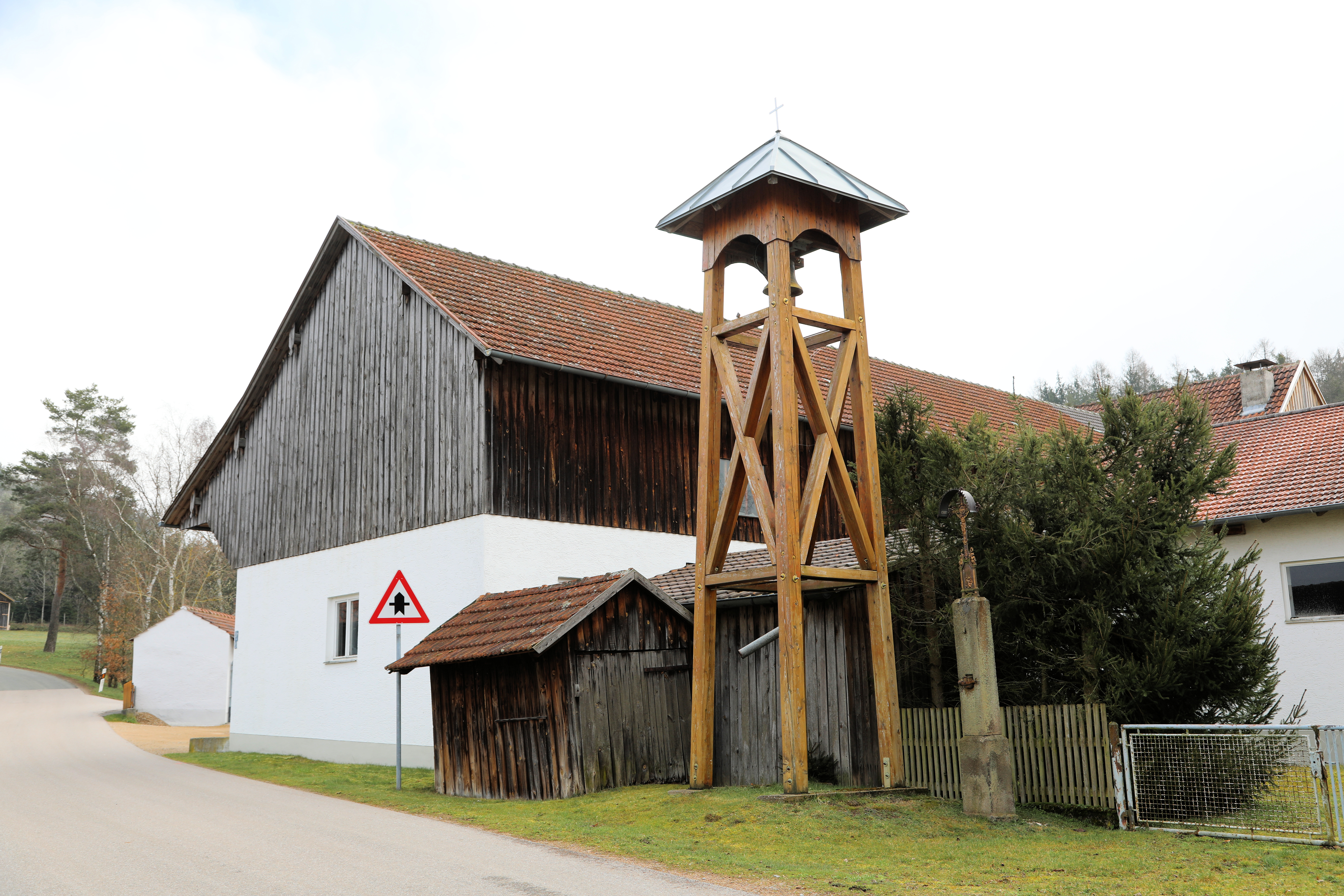
Glockenturm (2023)
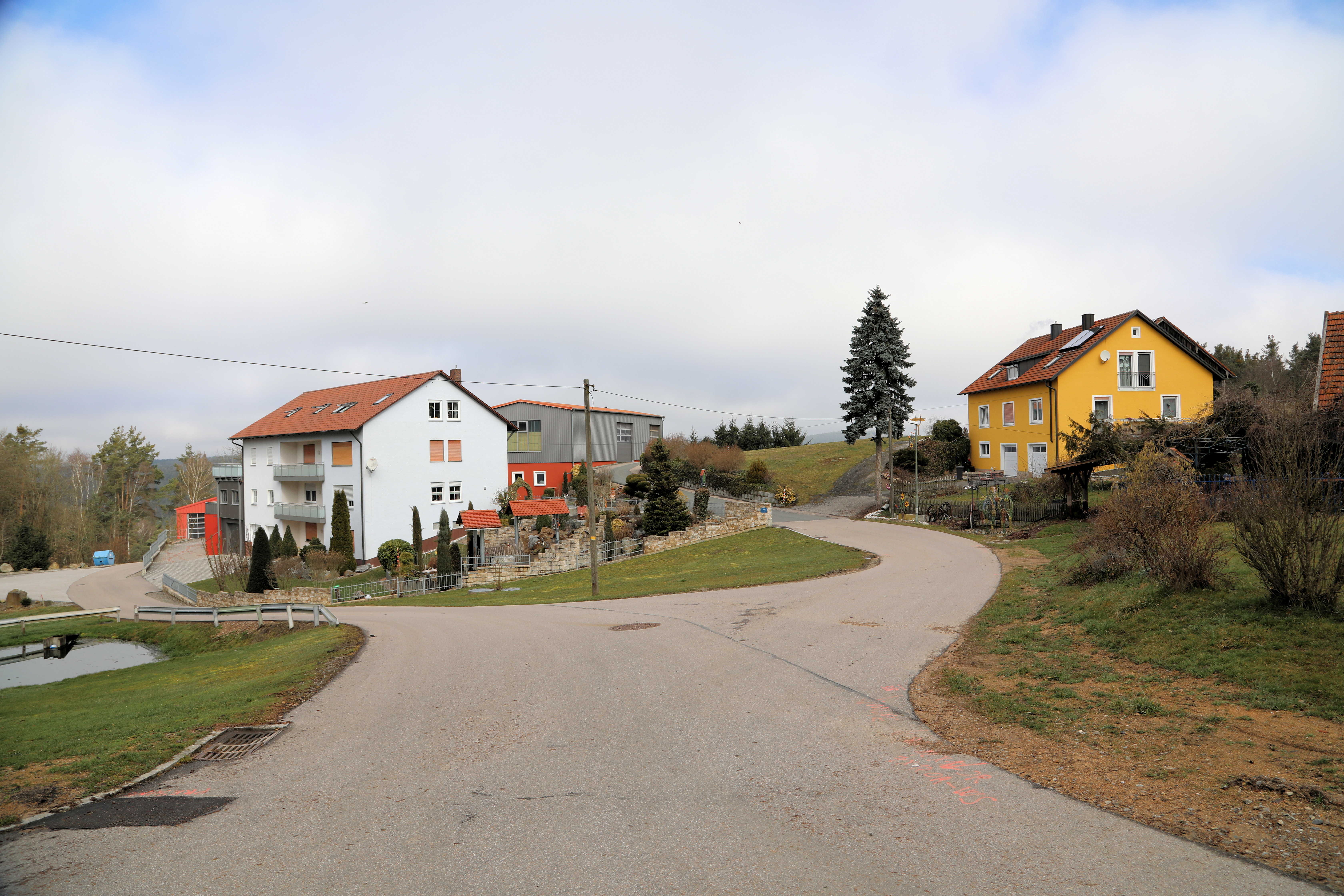
Ortsansicht (2023)
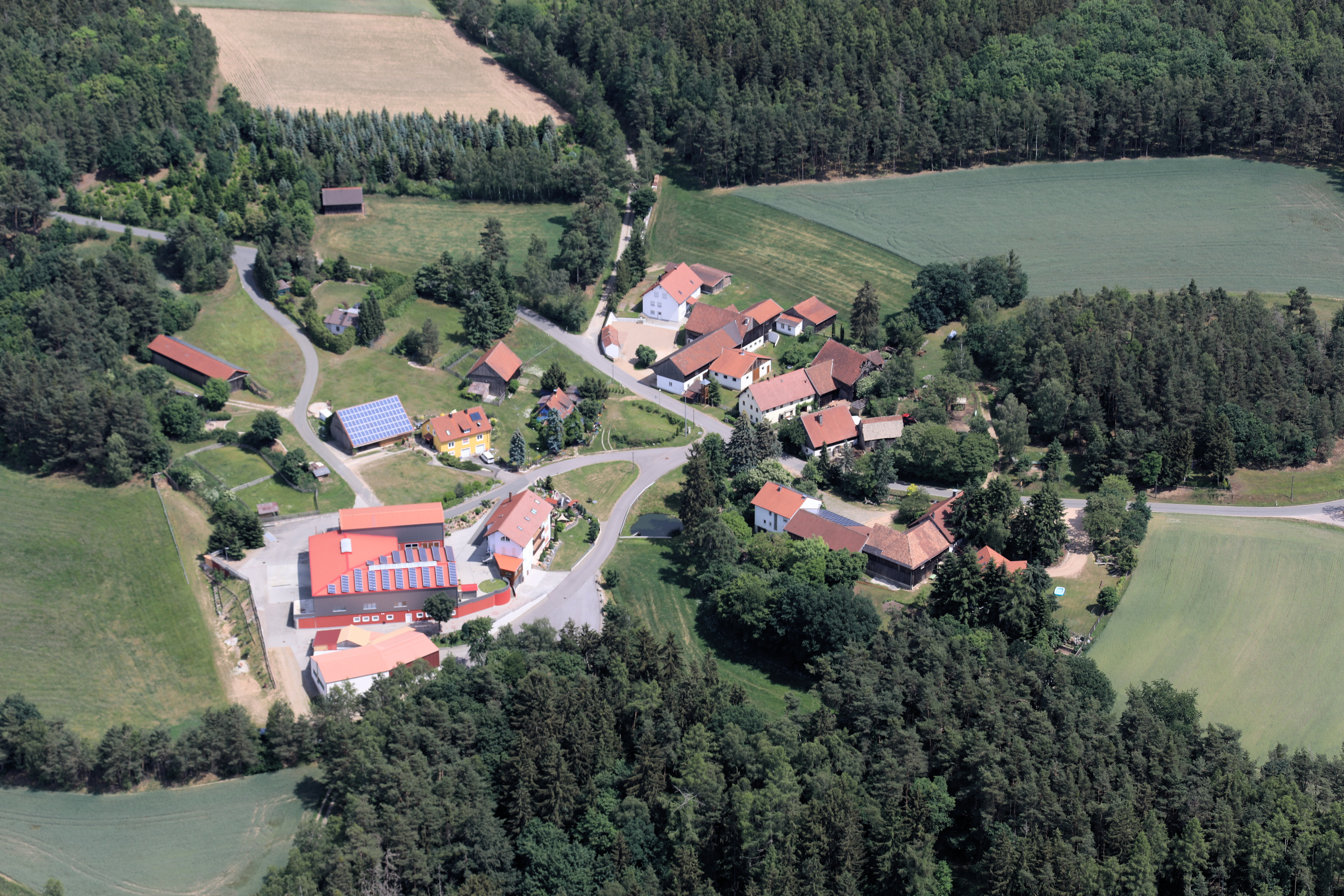
Wölsenberg  (2018)

## Einwohnerentwicklung ab 1792
| Jahr | Einwohner       | Gebäude |
| ---- | --------------- | ------- |
| 1792 | 19 Hintersassen | 9       |
| 1819 | 8 Familien      | k. A.   |
| 1828 | 39              | 8       |
| 1832 | 43              | 9       |
| 1838 | 47              | 8       |
| 1864 | 44              | 15      |
| 1875 | 41              | 26      |
| 1885 | 49              | 8       |
| 1900 | 37              | 8       |

| Jahr | Einwohner | Gebäude |
| ---- | --------- | ------- |
| 1913 | 43        | 7       |
| 1925 | 43        | 6       |
| 1950 | 43        | 6       |
| 1961 | 25        | 6       |
| 1964 | 25        | 6       |
| 1970 | 24        | k. A.   |
| 1987 | 19        | 6       |
| 2011 | 20        | k. A.   |

## Tourismus
Einige Rad- und Wanderwege führen über Wölsenberg, darunter die Mountainbikeroute 7 Gipfel unserer Heimat in etwas mehr als 70 km. Ein Wanderweg berührt den Kocherstollen, der früher für Besichtigungen zugänglich war, dann aber aus Kostengründen geschlossen wurde.